# Stoneleigh Abbey
Stoneleigh Abbey (Stanleia) ist eine ehemalige Zisterzienserabtei rund 1,5 km südwestlich von Stoneleigh zwischen Coventry und Warwick in Warwickshire in England, nahe dem Fluss Avon und dessen Zufluss Sow. 

## Geschichte
Das Kloster wurde 1155 nach einer vorausgegangenen Gründung von König Stephan und Mathilda von Boulogne in der Zeit zwischen 1138 und 1147 in Redmore in Staffordshire von König Heinrich II. in Stoneleigh wiedergegründet. Es war ein Tochterkloster von Bordesley Abbey und gehörte damit der Filiation von Cîteaux an. Die ersten Gebäude stammten aus der Gründungszeit und entsprachen dem bernhardinischen Plan. 1241 erlitt das Kloster einen schweren Brandschaden. Die Kirche wurde wohl später nicht neu erbaut, jedoch wurde der Ostflügel wohl um 1300 neu erbaut. 1321 erfolgte ein Raubüberfall durch den Earl of Hereford. Nach der Auflösung der niemals besonders wohlhabenden Abtei (im Valor Ecclesiasticus wurde das Jahreseinkommen im Jahr 1535 auf 151 Pfund veranschlagt) wurde das Kloster an den Herzog von Suffolk übergeben, dessen Familie aber bald erlosch, und die Gebäude 1562 kamen an den Londoner Kaufmann Sir Rowland Hill und an Sir Thomas Leigh, in dessen Familie sie bis 1996 verblieben. Heute beherbergt die Anlage das National Agricultural Centre.

## Bauten und Anlage
Das Kloster wurde in ein Herrenhaus umgebaut, das den Klausurgarten als inneren Hof umfasst und mit seinem Ostflügel das südliche Querhaus der Kirche und den Ostflügel der Abtei einschließt. Der Nordflügel des Hauses nimmt die Stelle des südlichen Seitenschiffs der Kirche ein und bewahrt Teile davon, wurde jedoch um 1830 umgebaut. Auf dem Westflügel wurde von 1714 bis 1726 von Francis Smith of Warwick ein großer Barocktrakt errichtet. Der Südflügel ist eine Ansammlung von Gebäudeteilen aus dem 18. und 19. Jahrhundert. Von der mittelalterlichen Anlage sind in umgebautem Zustand das Torhaus und das Gasthaus erhalten. 1960 wurde der Westflügel durch einen Brand beschädigt.